# Jean-François Regnard
Jean-François Regnard (Parigi, 7 febbraio 1655 – Dourdan, 4 settembre 1709) è stato un poeta e commediografo francese, il più illustre, dopo Molière, dei poeti comici del XVII secolo,  famoso per la sua opera Le Légataire universel.

## Biografia
Regnard ereditò il patrimonio del padre, un mercante di successo che mandò il figlio in una scuola eccellente. Regnard viaggiò in vari posti, tuttavia quando ritornò in Italia nel 1678 fu, all'età di ventidue anni, catturato da un pirata algerino, il quale lo fece schiavo ad Algeri e più tardi lo portò a Costantinopoli, dove il console francese gli pagò la sua liberazione. Nonostante questo continuò sempre a viaggiare. La sua opera Voyage de Flandre et de Hollande, pubblicata il 26 aprile 1681. Che parlava del suo viaggio attraverso i Paesi Bassi, Danimarca e Svezia, dove indugiò le corti di Cristiano V e Carlo XI. Poi scrisse anche un altro suo viaggio chiamato Voyage de Laponie, che anche viene ispirato soprattutto dalle parole dell'umanista Johannes Schefferus, che descrive il modo di vita dei sami nativi della Lapponia.
Dopo il suo ritorno a Parigi comprò una sinecura e scrisse farse e scenette per il Théâtre des Italiens, 1688-1696. Dopo aver ereditato il patrimonio anche di sua madre nel 1693, dedicò il suo tempo, tra il suo albergo a Parigi e la sua casa di campagna, il castello di Grillon, nei pressi di Dourdan, a scrivere commedie, per la Comédie-Française, ventitré versi in totale, il migliore dei quali è Le Joueur (1696), Le Distrait (1697), Les Menechmes e il suo capolavoro, le Légataire universel ("L'erede universale", 1706), seguendo i consigli di Molière. Fu anche ammirato da Boileau.